# 臧倉
臧仓，战国时期鲁国官员，魯平公的宠臣。
鲁平公准备外出。臧仓请示说：“平日国君外出，一定告诉有司去的地方。现在乘舆已准备好了，有司不知去哪里。于是冒昧请示。”鲁平公说：“将见孟子。”臧仓回答：“为什么？国君降低身份去见普通人，是因为他贤良吗？贤者应该遵守礼义。孟子为母亲操办丧事超过为父亲操办丧事。国君还是不要见他了”鲁平公同意了。孟子知道后，认为自己和鲁侯没有见面是天意，岂是臧仓之所能干涉的。